# Ерне Осват
Ерне Осват (мађ. Osvát Ernő; Велики Варадин, 7. април 1877 — 28. октобар 1929) био је мађарски писац и уредник.

## Биографија
Рођен је 7. априла 1877. у Великом Варадину, у Румунији. Његов први чланак објављен је 1897. у мађарским новинама Esti Újság. Постао је уредник часописа Magyar Géniusz 1902. године, трансформишући га из националистичке публикације у дом модерне књижевности у Мађарској. Основао је Figyelő 1905. године, а три године касније био је оснивач Nyugat, најважнијег мађарског књижевног часописа почетка 20. века. Године 1908. упознао је писца Милана Фуста који је ту објавио своје прво дело.
Преминуо је 28. октобра 1929. у Будимпешти, извршећи самоубиство.